# Prima gran loggia d'Inghilterra

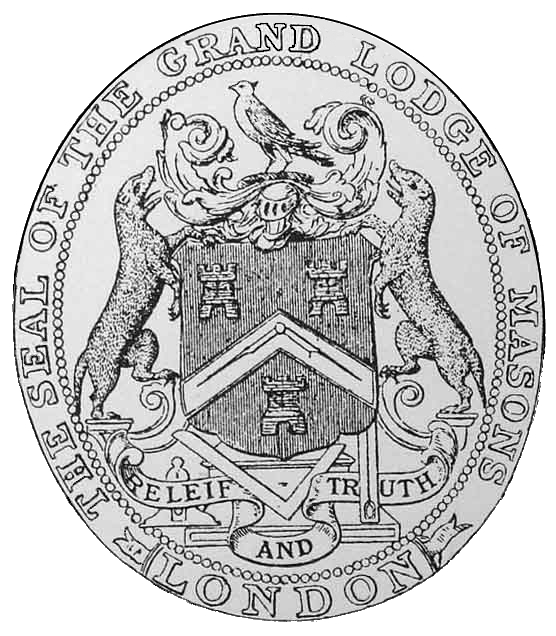
Stemma ufficiale della Prima gran loggia d'Inghilterra.

La prima gran loggia d'Inghilterra (informalmente Premier Grand Lodge o anche Grand Lodge of London, conosciuta come Gran Loggia dei Moderni)  è una loggia massonica inglese fondata il 24 giugno 1717 a Londra, riunendo tre logge londinesi ed una di Westminster.

## Storia
Ufficialmente, venne fondata dopo che Giorgio I d'Inghilterra, primo re inglese del Casato di Hannover, ascese al trono di Londra il 1º agosto 1714 e dopo il termine della prima rivolta giacobita del 1715. il giorno di San Giovanni Battista, 24 giugno 1717 a Londra, dove si riunirono le quattro logge massoniche di Londra, nella locanda "All'Oca e alla Graticola", nei pressi del sagrato della cattedrale di St. Paul. Alla riunione di fondazione parteciparono tre logge londinesi e una del Westminster, The Goose and Gridiron, The Crown, The Apple Tree e The Rummer and Grapes. I nomi di tali logge venivano dai locali presso i quali si riunivano: la Goose and Gridiron nella Ale-house in St. Paul's Church-yard (Loggia ora denominata Lodge of Antiquity No. 2); la Crown nella Ale-house in Parker's Lane off Drury Lane; la Apple-Tree nella Tavern in Charles Street, Covent Garden (Loggia ora denominata Lodge of Fortitude and Old Cumberland No. 12); infine la Rummer and Grapes nellaTavern in Channel Row, Westminster (Loggia ora denominata Royal Somerset House and Inverness Lodge No. IV). La Funzione della Gran Loggia era quella di organizzare in modo centralizzato le varie logge. Solo in seguito assunse la denominazione di Grand Lodge of England, quando le logge sotto la sua giurisdizione si estesero in tutta l'Inghilterra. Già nel 1725  la Gran Loggia si era ormai estesa ben oltre la città di Londra e si trovano nelle minute della Gran Loggia l'adesione di molte altre logge, a Bath, Bristol, Norwich, Chichester, Chester, Reading, Gosport, Carmarthen, Salford, e Warwick, e due embrionali Provincial Grand Lodges nel Cheshire e nel South Wales.
Durante i suoi primi anni di esistenza, la Gran Loggia non aveva ancora il nome di "Gran Loggia d'Inghilterra", limitando la propria giurisdizione alle sole aree di Londra e Westminster. Essa rimase attiva sino al 1813, quando venne unita con l'Antica Gran Loggia d'Inghilterra (conosciuta come Gran Loggia degli Antichi) assumendo la denominazione di Gran Loggia Unita d'Inghilterra (United Grand Lodge of England - UGLE). Tra i suoi principi aveva gli ideali che poi furono più compiutamente espressi con le teorie illuministiche della libertà e della fratellanza.

## Costituzione
Fu George Payne in qualità di Gran Maestro della Gran Loggia nel suo secondo incarico, che aveva scritto nel 1720 il Regolamento Generale dei Frammassoni, a dare mandato al Reverendo Dottor James Anderson (1680-1739) di redigere un più completo regolamento di Gran Loggia, dal titolo Costituzioni dei Liberi Muratori, comprensivo di una storia della Massoneria e di canzoni massoniche per le cerimonie di Loggia e Gran Loggia. Le Costituzioni vennero stampate nel 1722/3. In tal modo la Gran Loggia prese vigore appieno, costituendosi una storia che declamava gli antichi valori della massoneria. Una rinnovata versione delle costituzioni della Loggia venne pubblicata nel 1738 sempre da Anderson.

## Cronologia deiGran Maestri
- 1717, Anthony Sayer
- 1718, George Payne
- 1719, John Theophilus Desaguliers
- 1720, George Payne
- 1721-1723, John Montagu, II duca di Montagu
- 1723, Philip Wharton, I duca di Wharton
- 1723-1724 Francis Scott, II duca di Buccleuch
- 1724 Charles Lennox, II duca di Richmond
- 1725, James Hamilton, VII conte di Abercorn
- 1726, William O'Brien, IV conte di Inchiquin
- 1727, Henry Hare, III barone Coleraine
- 1728, James King, IV barone Kingston
- 1730, Thomas Howard, VIII duca di Norfolk
- 1731, Thomas Coke, I conte di Leicester
- 1732, Anthony Browne, VII visconte Montagu
- 1733, James Lyon, VII conte di Strathmore e Kinghorne
- 1734, John Lindsay, XX conte di Crawford
- 1735, Thomas Thynne, II visconte Weymouth
- 1736, John Campbell, IV conte di Loudoun
- 1737, Edward Bligh, II conte di Darnley
- 1738, Henry Brydges, II duca di Chandos
- 1739, Robert Raymond, II barone Raymond
- 1740, John Keith, III conte di Kintore
- 1741, James Douglas, XIV conte di Morton
- 1742-1744, John Ward, I visconte Dudley e Ward
- 1745-1747, James Cranstoun, VI lord Cranstoun
- 1747-1752, William Byron, V baronetto Byron
- 1752-1753, John Proby, I barone Carysfort
- 1754-1757, James Brydges, III duca di Chandos
- 1757-1762, Sholto Douglas, XV conte di Morton
- 1762-1764, Washington Shirley, V conte Ferrers
- 1764-1767, Cadwallader Blayney, IX barone Blayney
- 1767-1772, Henry Somerset, V duca di Beaufort
- 1772-1777, Robert Edward Petre, IX barone
- 1777-1782, George Montagu, IV duca di Manchester
- 1782-1790, Enrico Federico, Duca di Cumberland e Strathearn
- 1792-1812, Giorgio, Principe di Galles
  - 1790-1812 Francis Rawdon-Hastings, I Marchese di Hastings (Pro-Grand Master, Gran Maestro "de facto")
- 1813, Augusto Federico, Duca di Sussex